# Ханеда Кендзі
Кендзі Ханеда (яп. 羽田 憲司, нар. 1 грудня 1981, Ітікава) — японський футболіст, що грав на позиції захисника.
Виступав, зокрема, за клуби «Касіма Антлерс» та «Сересо Осака», а також молодіжну збірну Японії.

## Клубна кар'єра
Народився 1 грудня 1981 року в місті Ітікава. Вихованець футбольної команди Вищої школи Фунабасі.
У дорослому футболі дебютував 2000 року виступами за команду клубу «Касіма Антлерс», в якій провів сім сезонів, взявши за цей час участь лише у 19 матчах чемпіонату. 
Своєю грою за цю команду привернув увагу представників тренерського штабу клубу «Сересо Осака», до складу якого приєднався на умовах оренди 2007 року, а за два роки уклав з ним повноцінний контракт. Загалом відіграв за команду з Осаки чотири сезони своєї ігрової кар'єри. Більшість часу, проведеного у складі «Сересо Осака», був основним гравцем захисту команди.
Завершив професійну ігрову кар'єру у клубі «Віссел» (Кобе), за команду якого виступав протягом 2011—2012 років.

## Виступи за збірну
Протягом 2000–2001 років залучався до складу молодіжної збірної Японії. У її складі був учасником молодіжного чемпіонату світу 2001 року.

## Титули і досягнення
- Чемпіон Японії: 2000, 2001
- Володар Кубок Імператора: 2000
- Володар Кубка Джей-ліги: 2000, 2002